# خاني (مسلسل)
خاني (الحاكمة) هو مسلسل درامي باكستاني لعام 2017 من إخراج أنجوم شهزاد، من إنتاج 7 سكاي انترتينمنت وكتبته أسماء نبيل، بطولة فيروز خان في دور «مير هادي» وسناء جافيد في دور «خاني» سنام خان، تم عرض الدراما لأول مرة في 6 نوفمبر 2017 على جيو إنترتينمنت، يعتبر خاني على نطاق واسع كواحد من أكثر الدراما الشعبية والأفضل إنتاجًا في باكستان، في وقت لاحق من منتصف عام 2019، تم إصدار المسلسل أيضًا على نتفليكس بسبب شعبيته الهائلة.

## القصة
تبدأ القصة مع سنام خان (سناء جافيد)، الملقبة بخاني، خاني وعائلتها منشغلين بالتحضير ليوم ميلاد خاني وشقيقها التوأم ساريم، في هذه الأثناء، كان ساريم على وشك التخرج عندما دخل في شجار مع ابنًا ثريًا مدللًا سياسي يدعى مير هادي (فيروز خان) يحدث بينهم شجار ويقتل ساريم على يد هادي وتبدأ الأحاداث.

## التمثيل

### أدوار رئيسية
- سناء جافيد - خاني/ سنام على خان
- فيرووز خان - مير هادي

## انقطاع
كان خاني في حالة توقف منذ 2 أبريل 2018 بسبب حظر قناة جيو إنترتينمنت ولكن تم بثه مرة أخرى في 23 أبريل 2018.

## الاستقبال
أنشأ المسلسل بعض الأرقام القياسية الجديدة للشعبية وسرعان ما أصبح له شعبية خاصةً على وسائل التواصل الاجتماعي، وقد أكتسب الاغنية الإفتتاحية للمسلسل ملايين المشاهدات على اليوتيوب، حصدت الحلقات التي تم تحميلها على صفحة القناة الرسمية على اليوتيوب ايضَا ملايين المشاهدات واستمر المسلسل في الظهور بين المواضيع الثلاثة الرائجة الأولى في اليوتيوب، فاز خاني بقلوب المشاهدين على الصعيدين الوطني والدولي، أعطت قاعدة بيانات الأفلام على الإنترنت 8.8 من أصل 10، حصل خاني الحلقة الأولى على 4.8 ريتنغ. اكتسبت الحلقة الثانية 4.1، حصلت الحلقة الثالثة على 4.9 تقييم، تلقت الحلقة الرابعة 5.1 تقييم، حصلت الحلقة الخامسة من خاني على 4.7 تصنيفات. حصلت الحلقة السادسة على 5.4 تصنيفات والحلقة السابعة مع 6.82 والحلقة الثامنة حصلت على 7.4. حصلت الحلقة التاسعة من الخاني في اليوم الأول من العام الجديد على 8.2، وفي الحلقة 11 حصلت على 8.9 ووصلت لتصنيف 10.1 بذلك ينظم المسلسل إلى Alif Allah Aur Insaan و Humsafar ، تلقت الحلقة الثانية عشرة تصنيفًا بـ 9.1.  في الحلقة 13 حصلت على 8.3. كان تصنيف خاني في الحلقة 14 على 7.1 . تلقت الحلقة الخامسة عشر تصنيفًا بـ 9.0. تلقت الحلقة السابعة عشر 7.4. حصلت الحلقة 18 على 8.0 وحصل على أعلى تصنيف بـ 10.00 في الحلقة 20، حصلت الحلقة الأخيرة من المسلسل على أكثر من 5 ملايين مشاهدة على اليوتيوب وحصلت على 8.9 تقييمات. كانت الحلقة الأخيرة من المسلسل حصلت على ريتينغ 10.1.
في الحلقة الأخيرة عبر المشاهدون تقديرهم الكبير حول نهاية قصة مير هادي.

## بث عالمي
نظرا لشهرة المسلسل الهائلة تب بثه على إم بي سي بوليوود في الشرق الأوسط وعدة دول أخرى.

## موسيقى تصويرية
| خاني OST                  | خاني OST              |
| غناء راحت فتح علي خان     | غناء راحت فتح علي خان |
| ------------------------- | --------------------- |
| الإصدار                   | 26 أكتوبر 2017        |
| التسجيل                   | 2017                  |
| النوع                     | موسيقى تصويرية        |
| النوع                     | (5:11)                |
| اللغة                     | اللغة الأردية         |
| العلامة التجارية          | جيو إنترتينمنت        |
|                           |                       |
| الفيديو الموسيقى          |                       |
| "Khaani" OST على اليوتيوب |                       |

تم غناء الموسيقى التصويرية بواسطة راحت فتح علي خان الذي لديها أكثر من 39 مليون مشاهدة على يوتيوب.

## روابط خارجية
- خاني على موقع IMDb (الإنجليزية)
- خاني على موقع كينوبويسك (الروسية)
- خاني على موقع قاعدة بيانات الفيلم (الإنجليزية)